# Cock van Paaschen
Cornelis Joseph (Cock) van Paaschen (Den Haag, 29 januari 1917 – aldaar, 23 juli 1994) was een Nederlands verzetsstrijder tijdens de Tweede Wereldoorlog. Hij was luitenant bij het Bureau Bijzondere Opdrachten en leider van het netwerk-Van Paaschen.

## Biografie
Van Paaschen werd geboren in Den Haag, als zoon van Hubertus Petrus Joseph van Paaschen en Trijntje Gravenkamp. In 1937 slaagde hij voor zijn eindexamen aan de HBS Raamstraat.
Toen de oorlog uitbrak, studeerde Van Paaschen economie in Rotterdam. Zijn vader, die bode was bij het Permanent Hof van Arbitrage, was in 1931 overleden; zijn moeder woonde in Den Haag, waar zij hoofd huishoudelijke dienst in het Vredespaleis was. In Santpoort ontmoette hij H. Meijer, die al enige tijd informatie verzamelde over vliegvelden en kustbewaking, Duitse hoofdkwartieren en berichten ontvangen via Radio Oranje. Deze berichten zette Meijer in een krantje dat het BC Nieuws (Burgerlijk Contact) werd genoemd. Van Paaschen wilde hem wel helpen.
Een dag later ontmoette Van Paaschen Jos Gemmeke in de bibliotheek van het Vredespaleis. Zij wilde ook helpen en vanaf dat moment werd het BC Nieuws tijdens de weekends in het Vredespaleis gedrukt op stencilmachines die in de kelders stonden. Omdat ze veel lawaai maakten, moesten ze tijdens de weekends naar zolder gebracht worden, anders zou de portier ze kunnen horen.
In januari 1943 werd de naam van de krant veranderd in Je Maintiendrai. Piet J. Schmidt werd redacteur en Van Paaschen en Gemmeke verzorgden de distributie. In augustus werd de zoon van een medewerker gearresteerd en moesten ze onderduiken. Van Paaschen blondeerde zijn haren, Gemmeke dook onder in Geldrop en bleef van daaruit de distributie van 15.000 exemplaren regelen. De productie werd overgenomen door de Utrechtse verzetsgroep van Jo Würthrich.
Van Paaschens vriend Tobias Biallosterski was betrokken bij Het Parool voordat hij naar Engeland ging. Op 31 maart 1944 werd Biallosterski met marconist Jan Steman boven Nederland gedropt bij Etten. De radioset die ze bij zich hadden werd daar verborgen. Op 6 april ging Biallosterski met Van Paaschen terug naar de droppingsplaats om de apparatuur op te halen. Deze bleek verdwenen te zijn.
Twee dagen later bracht Biallosterski Van Paaschen en Steman met elkaar in contact. Aangezien Biallosterski zonder radioverbinding met Engeland machteloos stond, besloot hij via de zuidelijke route naar Engeland terug te keren. Steman bleef in Nederland om voor Van Paaschen te gaan werken, zodra een nieuwe radioset was gedropt.
Van Paaschen werd de eerste liefde van Gemmeke, ze kreeg ter ere van hun officieuze verloving een zilveren bonbonnière van hem, die ze later aan zijn zoon gaf. Toen ze 24 oktober 1944 naar België ging en in maart 1945 via Engeland terugkwam, bleek hij tijdens haar afwezigheid andere vriendinnen te hebben gehad en verbrak Gemmeke de relatie.

## Na de oorlog
Na de oorlog werd Van Paaschen makelaar in Den Haag.

## Onderscheidingen
- Bronzen Leeuw[12]